# Volvo Concept Coupé
La Volvo Concept Coupé est un concept car présenté par Volvo au Salon de l'automobile de Francfort en septembre 2013. Il est inspiré de la Volvo P1800.